# Niklas Henttala
Niklas Henttala (Porvoo, 14 november 1996) is een Fins wielrenner die anno 2016 rijdt voor Bliz-Merida Pro Cycling.

## Carrière
In 2013 won Henttala het nationaal juniorenkampioenschap tijdrijden door het 28,2 kilometer lange parcours in en rond Pori sneller af te leggen dan Marco Niemi en Aleksi Hänninen.
In 2015 tekende Henttala een contract bij Bliz-Merida, dat een jaar later een UCI-licentie kreeg. Met zijn ploeg behaalde hij een zevende plaats in de ploegentijdrit van de Ronde van Oekraïne.

## Overwinningen
2013
 Fins kampioen tijdrijden, Junioren

## Ploegen
- 2016 –  Bliz-Merida Pro Cycling

Forsby · Hansen · Henttala · Janssen · Kanerva · Lundgren · Manninen · Moncorgé · Pölder · Svensson · M.Tefre Lunder · N.Tefre Lunder